# Изследователски университет
Изследователски университет (на английски: Research university) е университет, който се ангажира с научни изследвания като основна част от своята университетска мисия.
Тези университети могат да бъдат публични (държавни, регионални и пр.) или частни. Често са добре познати (като Пенсилванския университет). Бакалавърските курсове в много изследователски университети често са академични, не толкова професионални, но може да отговарят на търсенията на студентите за конкретни кариери. Много работодатели ценят дипломите от изследователски университети, защото се преподават важни умения като критично изследователско мислене. В световен мащаб изследователските университети са предимно държавни, с изключения основно в Съединените щати и Япония.
Висши училища, които не са изследователски университети (или не се стремят към това наименование, като колежите за изкуства), вместо това поставят по-голям акцент върху обучението на студентите, а техните преподаватели са под по-малък натиск да публикуват научни трудове.